# فرودگاه یانجی چائویانگ‌چون
فرودگاه یانجی چائویانگ‌چون (به انگلیسی: Yanji Chaoyangchuan Airport) (به زبان بومی: 延吉朝阳川机场 · 옌지 차오양촨 공항) یک فرودگاه همگانی با کد یاتا YNJ است. این فرودگاه در کشور چین قرار دارد و در ارتفاع ۱۹۰ متری از سطح دریا واقع شده‌است.

## شرکت‌های هواپیمایی و مقصدهای پروازی
| شرکت‌های هواپیمایی   | مقصدهای پروازی |
| ------------------- | --- |
| Air Busan           | گیمهی |
| ایر چاینا           | پکن، اینچئون، تیانجین بینهای                                                                                            |
| ایر کریو            | چارتر فصلی: سونان |
| آسیانا ایرلاینز     | اینچئون |
| هواپیمایی شرقی چین  | هانگجو ژیاشان، کانزای، نینگبو لیشه,کینگدائو لیوتینگ، شانگهای هونگچیائو، شانگهای پودنگ، یانتای چائوشوی                   |
| هواپیمایی جنوبی چین | پکن، گیمهی, چانگچون لونگییا، چئونگ‌جو، دالیان ژووشویزی، بایون گوآنگجو، کینگدائو لیوتینگ، شانگهای پودنگ، شنژن بن، اینچئون |
| ایستار جت           | چئونگ‌جو |
| کورین ایر           | اینچئون |
| اوکی ایرویز         | هاربین تایپینگ، شنینگ تخین، تیانجین بینهای                                                                              |
| شاندونگ ایرلاینز    | کینگدائو لیوتینگ |